# Kwon Eun-bi
Kwon Eun-bi (en hangul, 권 은비; Seúl, 27 de septiembre de 1995), conocida monónimamente como Eunbi, es una cantante y bailarina surcoreana. En 2018, participó en el programa de supervivencia Produce 48, en el que terminó en séptimo lugar, y con ello debutó como miembro y líder del grupo femenino Iz*One.
Después de la disolución de Iz*One, debutó como solista el 24 de agosto del 2021 con su primer EP Open.

## Biografía y carrera

### 1995-2014: Primeros años e inicios de carrera musical
Kwon Eun-bi nació el 27 de septiembre de 1995 en Seúl, Corea del Sur. Su familia está formada por sus padres y un hermano mayor. Asistió a la escuela secundaria Dong-il y se graduó de la escuela de artes escénicas de Seúl. En la escuela secundaria expresó su deseo de asistir a una academia de baile a sus padres, quienes inicialmente estaban en contra de que se convirtiera en cantante y le dijeron que solo asistiera a una como pasatiempo, queriendo que se concentrara en sus estudios. Decidida a convertirse en cantante, finalmente los persuadió enviándoles una carta a los demás miembros de su familia para ayudarla a convencer a sus padres de que la dejaran asistir a una escuela secundaria de artes. Cuando tenía 17 años era bailarina de respaldo de grupos femeninos como Secret y Girl's Day y la miembro Hyeri (que era su último año de secundaria) la animó a perseguir sus aspiraciones de convertirse en idol. Durante este tiempo también trabajaba a tiempo parcial en una tienda de Paris Baguette. Kwon iba a debutar en el grupo femenino de ocho miembros de Kiroy Company, Ye-A, bajo el nombre artístico 'Kazoo', en julio de 2014. Sin embargo, fue eliminada del grupo antes de que debutase. Luego audicionó para varias compañías de entretenimiento y firmó un contrato con Woollim Entertainment.

### 2018-2020:Produce 48y debut con Iz*One
Kwon Eun-bi fue una de las cuatro aprendices de Woollim Entertainment que participaron en el programa de supervivencia de grupos de chicas de Mnet Produce 48, una colaboración entre la serie de Mnet Produce 101 y el grupo idol de J-pop AKB48. Constantemente se clasificó entre las doce mejores y finalmente terminó en el séptimo lugar, lo que le permitió debutar como miembro de Iz*One junto con su compañera de Woollim Entertainment, Kim Chae-won, y fue nombrada líder del grupo. Debutaron el 29 de octubre de 2018 con el sencillo «La Vie en Rose».
En el 2019, se convirtió en miembro permanente del elenco del programa de JTBC Respect Your Style, Real Life junto a Jung Hyung-don y Ahn Jung-hwan, que se emitió por primera vez en mayo y terminó en agosto del mismo año. En febrero de 2020, hizo su debut como compositora y escribió y compuso la canción «Spaceship», que fue lanzada como una pista para el primer álbum de estudio de Iz*One Bloom*Iz. La canción se ubicó en el puesto 130 en la lista digital de Gaon. Ella escribió otra canción para su tercer EP Oneiric Diary titulado «With*One» como parte de un equipo de compositores llamado Psycho Rabbit. Fue lanzado el 15 de junio de 2020 y debutó en el puesto 152 en Gaon Digital Chart.
El 29 de marzo de 2021, su compañera de agencia de Woollim Entertainment, Sungkyu, lanzó el video musical de su sencillo «Hush» en el que interpretó a la protagonista femenina.

### 2021-presente: Actividades individuales y debut como solista
Después de concluir las promociones de Iz*One el 29 de abril de 2021, Eunbi regresó a Woollim Entertainment con su compañera de agencia Kim Chaewon como aprendices. El 29 de junio se convirtió en la nueva presentadora del programa de belleza de FashionN, Follow Me, junto con Ha Sung-woon, Kino de Pentagon y Freesia. El 4 de agosto, las compañeras de agencia de Eunbi, Rocket Punch, lanzaron su primer álbum en japonés Bubble Up!, que incluyó una pista escrita y coproducida por Eunbi titulada «Let's Dance».
El 5 de agosto, Woollim Entertainment anunció que Kwon Eun-bi debutaría como solista a fin de mes. Días después, la compañía reveló que su primer EP Open se publicaría el 24 de agosto del 2021. El 4 de abril de 2022, Kwon lanzó su segundo EP Color.
En diciembre de 2023 se anunció que Kwon había sido elegida como la protagonista de la película japonesa Stolen Identity 3, tercera de una exitosa serie basada en la novela de Akira Shiga スマホを落としただけなのに (Sumaho o otoshita dake nanoni, literalmente «Acabo de dejar caer mi teléfono»). De esta misma novela existe ya una adaptación cinematográfica surcoreana (Identidad desbloqueada, 2023) y se está preparando otra china. Se trata del debut como actriz de Kwon Eun-bi, que interpreta el papel de Su-min, y su estreno está previsto en Japón para el otoño de 2024.

## Discografía

### EP
| Open                                                                                   | - Lanzamiento: 24 de agosto de 2021 - Discográfica: Woollim Entertainment - Formato: CD, descarga digital, streaming Lista de canciones 1. «Open» 2. «Door» 3. «Amigo» (con BabySoul de Lovelyz) 4. «Blue Eyes» 5. «Rain» (비 오는 길) 6. «Eternity» | 8  | 34 | - COR: 58 183 |
| Color                                                                                  | - Lanzamiento: 4 de abril de 2022 - Discográfica: Woollim Entertainment - Formato: CD, descarga digital, streaming Lista de canciones 1. «The Colors of Light» 2. «Glitch» 3. «Magnetic» 4. «Colors» 5. «Speed of Love» (우리의 속도) 6. «Off»       | 4  | —  |               |
| Lethality                                                                              | - Lanzamiento: 12 de octubre de 2022 - Discográfica: Wollim Entertainment - Formatos: CD, descarga digital, streaming Lista de canciones 1. «Wave» 2. «Underwater» 3. «Croquis» 4. «Simulation» 5. «Flash» 6. «Hi»                                   | 13 | —  |               |
| «—» indica que el álbum no alcanzó posición alguna o no fue lanzado en ese territorio. | |    |    |               |

### Álbumes sencillo
| Título    | Detalles | Posicionamiento en listas |
| Título    | Detalles | COR                       |
| --------- | --- | ------------------------- |
| The Flash | - Lanzamiento: 2 de agosto de 2023 - Discográfica: Wollim Entertainment - Formatos: CD, descarga digital, streaming Lista de canciones 1. «The Flash» 2. «Comet» 3. «Beautiful Night» | 19                        |
| Sabotage  | - Lanzamiento: 18 de junio de 2024 - Discográfica: Wollim Entertainment - Formatos: CD, descarga digital, streaming Lista de canciones 1. «Sabotage» 2. «Unnatural» 3. «Bad Blood»    | 19                        |

### Sencillos
| Título                                                                             | Año  | Posición más alta | Posición más alta | Posición más alta | Álbum     |
| Título                                                                             | Año  | COR               | COR Hot           | EUA World         | Álbum     |
| ---------------------------------------------------------------------------------- | ---- | ----------------- | ----------------- | ----------------- | --------- |
| «Door»                                                                             | 2021 | —                 | —                 | 3                 | Open      |
| «Mirror»                                                                           | 2022 | —                 | —                 | —                 | Sin álbum |
| «Glitch»                                                                           | 2022 | —                 | —                 | —                 | Color     |
| «Underwater»                                                                       | 2022 | 78                | 19                | —                 | Lethality |
| «The Flash»                                                                        | 2023 | —                 | —                 | —                 | The Flash |
| «Like Heaven» (con Paul Blanco)                                                    | 2023 | —                 | —                 | —                 | Sin álbum |
| «Sabotage»                                                                         | 2024 | —                 | —                 | —                 | Sabotage  |
| «Please Summer!» (여름아 부탁해)                                                   | 2024 | 135               | —                 | —                 | Sin álbum |
| «Snowfall» (눈이 와) (con Coogie)                                                  | 2025 | —                 | —                 | —                 | Sin álbum |
| «Hello Stranger»                                                                   | 2025 | —                 | —                 | —                 | Sin álbum |
| «—» indica que el sencillo no alcanzó posición alguna o no fue lanzado en el país. |      |                   |                   |                   |           |

### Sencillos promocionales
| Título  | Año  | Posicionamiento en listas | Álbum     |
| Título  | Año  | COR Down.                 | Álbum     |
| ------- | ---- | ------------------------- | --------- |
| «Esper» | 2022 | 60                        | Sin álbum |

### Apariciones en bandas sonoras
| Título                                     | Año  | Posicionamiento en listas | Álbum               |
| Título                                     | Año  | COR Down.                 | Álbum               |
| ------------------------------------------ | ---- | ------------------------- | ------------------- |
| «I'll Be Your Energy» (con Juri Takahashi) | 2022 | 147                       | Epic Seven OST      |
| «Time»                                     | 2022 | 144                       | Rookie Cops OST     |
| «Oh My Boy»                                | 2022 | 127                       | New Normal Zine OST |
| «Light»                                    | 2022 | 175                       | K-pop CTzen OST     |
| «Can We Go Back to the Good Old Days»      | 2023 | 84                        | Soundtrack #2 OST   |

## Filmografía

### Cine
| Año  | Título            | Título original                                                    | Papel  | Notas             | Ref.          |
| ---- | ----------------- | ------------------------------------------------------------------ | ------ | ----------------- | ------------- |
| 2024 | Stolen Identity 3 | スマホを落としただけなのに 〜最終章〜 ファイナル ハッキング ゲーム | Su-min | Película japonesa | [ 20 ] [ 27 ] |